# 苏瓦西-布伊
苏瓦西-布伊（法語：Soisy-Bouy，法語發音：[swazi bwi] ⓘ）是法国塞纳-马恩省的一个市镇，属于普罗万区。

## 地理
苏瓦西-布伊（48°30'42"N, 3°17'40"E）面积11.34 平方千米，位于法国法蘭西島大區塞纳-马恩省，该省份为法国北部内陆省份，北起瓦兹省，西接埃松省、马恩河谷省、塞纳-圣但尼省和瓦兹河谷省，南至卢瓦雷省，东南接约讷省，东临马恩省和奥布省，东北接埃纳省。
与苏瓦西-布伊接壤的市镇（或旧市镇、城区）包括：小沙洛特尔、沙尔迈松、古艾、埃尔梅、隆格维尔、圣科隆布、苏尔丹。

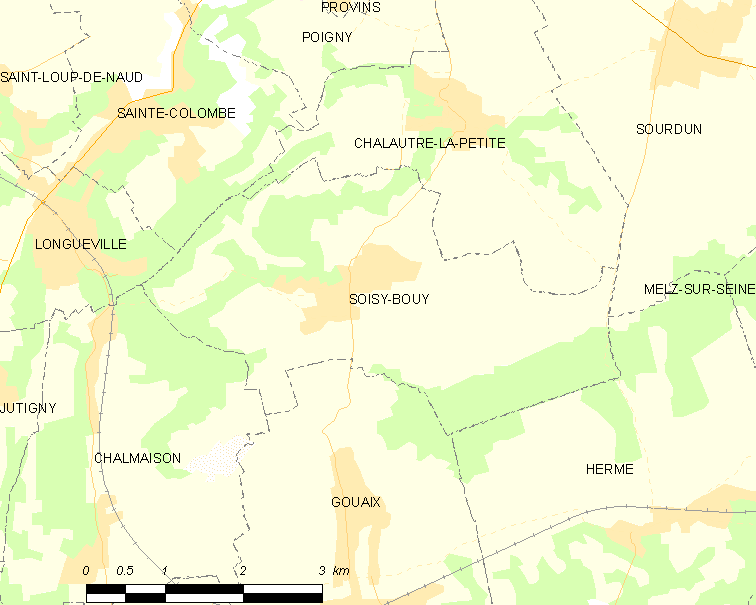
苏瓦西-布伊的OSM定位图

苏瓦西-布伊的时区为UTC+01:00、UTC+02:00（夏令时）。

## 行政
苏瓦西-布伊的邮政编码为77650，INSEE市镇编码为77456。

## 政治
苏瓦西-布伊所属的省级选区为普罗万县。

## 人口

1962-2008年间苏瓦西-布伊人口变化图示

苏瓦西-布伊于2022年1月1日时的人口数量为844人。